# Bosque seco del Marañón
El bosque seco del Marañón (WWF) es una extensa ecorregión de bosque seco tropical que se halla en el noroccidente de los Andes del Perú. Se extiende por el valle del alto Marañón y algunos tributarios. Es una zona de alto endemismo en aves.
Junto con el bosque seco de Tumbes-Piura está incluido dentro de una ecorregión mayor, el bosque seco ecuatorial, en definición de dada por Antonio Brack Egg.

## Flora
Los Bosques Secos del Marañón son extremadamente ricos en especies endémicas y géneros. Albergan al menos 440 especies de plantas leñosas, entre árboles y arbustos, de las cuales 143 son especies endémicas que corresponden a cerca del 33% del total de la flora.
- Datos: Q30622256
- Multimedia: Marañon Dry Forests Ecoregion / Q30622256